# Be Mine (David Gray)
Be Mine is een nummer van de Britse singer-songwriter David Gray uit 2003. Het is de tweede en laatste single van zijn zesde studioalbum A New Day at Midnight.
Het nummer werd een bescheiden hitje op de Britse eilanden. Het bereikte de 23e positie in het Verenigd Koninkrijk. In het Nederlandse taalgebied wist het nummer geen hitlijsten te behalen.